# Стамбули, Бенжамен
Бенжамен Стамбули (фр. Benjamin Stambouli; родился 13 августа 1990 года, Марсель, Франция) — французский футболист, полузащитник французского клуба «Мец».

## Биография
Родился 13 августа 1990 года в Марселе, в футбольной семье. Отец Бенжамена, Анри Стамбули — бывший директор учебного центра «Монпелье», а ранее вратарь и тренер марсельского «Олимпика». Дядя футболиста, Лоран Банид — бывший главный тренер «Монако». А его дед Жерар Банид тренировал всё те же «Марсель» и «Монако».

## Клубная карьера
Бенжамен Стамбули является выпускником академии «Монпелье». В 2009 году в составе дубля «паладинов» выиграл кубок Гамбарделлы. 3 марта 2010 года Стамбули подписал полноценный контракт с командой, а 8 августа того же года дебютировал на профессиональном уровне в матче против «Бордо».
В межсезонье 2014 года перспективный Бенжамен перешёл в «Тоттенхэм». Первый и, как оказалось в будущем, единственный сезон Стамбули в составе «шпор» сложился неудачно, отыграв лишь 12 матчей в чемпионате и не смог впечатлить своими выступлениями на поле главного тренера Маурисио Почеттино.
19 июля 2015 года, вернувшись на родину во Францию, перешёл в «Пари Сен-Жермен» за 6 миллионов фунтов стерлингов. Дебют за новый клуб состоялся в матче Суперкубка против «Лиона», завершившийся победой со счётом 2:0.
В летнее трансферное окно футболистом интересовались «Реал Бетис» и «Милан», но в итоге гонку в подписании выиграл «Шальке 04». Перейдя в команду 26 июля 2016 года по четырёхлетнему контракту. Стамбули Дебютировал за «горняков» в матче с мюнхенской «Баварией», окончившийся поражением 2:0. В 2019 году становится вице-капитаном, после ухода Налдо из клуба. В октябре 2019 года Бенжамен Стамбули получил травму плюсневой кости, из-за чего выбыл из строя до конца сезона.
4 августа 2020 года Бенжамен продлил свой контракт с «Шальке» до 2023 года. Из-за пункта в контракте, по которому в случае вылета клуба из высшего дивизиона, то контракт игрока с клубом расторгался, Бенжамен Стамбули покинул «Шальке» в конце сезона 2020/2021.
26 июля 2021 года Стамбули присоединился к турецкому клубу «Адана Демирспор» по двухлетнему контракту. Он быстро стал ключевым игроком в команде, в своём первом сезоне, забив 2 гола и отдав 4 результативные передачи в 32 матчах лиги. Стамбули сохранил свою стабильность и во втором сезоне, сыграв в 30 матчах, забив 1 гол и отдав 5 ассистов. Его успешные выступления привели к тому, что его контракт был продлен на два года. 31 Января контракт Бенжамена с турецким клубом был расторгнут по обоюдному согласию.
1 февраля 2024 года Стамбули подписал контракт с «Реймсом» до конца сезона.

## Национальная сборная
Стамбули сыграл 14 матчей за сборную Франции до 21 года, начиная с его дебюта 8 октября 2010 года в товарищеской игре против Турции в Труа, завершившейся со счётом 2:0.
Также Стамбули благодаря своим корням имеет право выступать за сборную Алжира.

## Стиль игры
Считается универсальным футболистом. Стамбули может сыграть центрального защитника, опорного и центрального полузащитника, а вдобавок он может играть и на позиции правого защитника, на этой позиции он начинал играть в «Монпелье».
Из игровых характеристик француза выделяются стойкость и неуступчивость в единоборствах, а также хорошая техника при отборе мяча. Бенжамен очень мобильный и часто подключается в атаку. Стамбули отлично владеет обеими ногами, являясь амбидекстором.

## Достижения
«Монпелье»
- Лига 1: 2011/12[27]

«ПСЖ»
- Лига 1: 2015/16[27]
- Обладатель Суперкубка Франции (2): 2015, 2016[27]
- Обладатель Кубка французской лиги : 2015/16[27]
- Обладатель Кубка Франции: 2015/2016[англ.][27]

## Статистика выступлений
| Выступление       | Выступление             | Выступление      | Лига | Лига | Кубки | Кубки | Еврокубки | Еврокубки | Остальные | Остальные | Итого | Итого |
| Клуб              | Лига                    | Сезон            | Игры | Голы | Игры  | Голы  | Игры      | Голы      | Игры      | Голы      | Игры  | Голы  |
| ----------------- | ----------------------- | ---------------- | ---- | ---- | ----- | ----- | --------- | --------- | --------- | --------- | ----- | ----- |
| Монпелье          | Лига 1                  | 2010/2011        | 26   | 0    | 4     | 0     | 1         | 0         | 0         | 0         | 31    | 0     |
| Монпелье          | Лига 1                  | 2011/2012        | 26   | 0    | 3     | 0     | —         | —         | 0         | 0         | 29    | 0     |
| Монпелье          | Лига 1                  | 2012/2013        | 21   | 1    | 2     | 0     | 4         | 0         | 0         | 0         | 27    | 1     |
| Монпелье          | Лига 1                  | 2013/2014        | 37   | 2    | 4     | 0     | —         | —         | 0         | 0         | 41    | 2     |
| Монпелье          | Лига 1                  | 2014/2015        | 2    | 0    | 0     | 0     | —         | —         | 0         | 0         | 2     | 0     |
| Монпелье          | Итого                   | Итого            | 112  | 3    | 13    | 0     | 5         | 0         | 0         | 0         | 130   | 3     |
| Тоттенхэм Хотспур | Английская Премьер-лига | 2014/2015        | 12   | 0    | 7     | 0     | 6         | 1         | 0         | 0         | 25    | 1     |
| Тоттенхэм Хотспур | Итого                   | Итого            | 12   | 0    | 7     | 0     | 6         | 1         | 0         | 0         | 25    | 1     |
| Пари Сен-Жермен   | Лига 1                  | 2015/2016        | 27   | 0    | 10    | 0     | 2         | 0         | 0         | 0         | 39    | 0     |
| Пари Сен-Жермен   | Лига 1                  | 2016/2017        | 0    | 0    | 1     | 0     | 0         | 0         | 0         | 0         | 1     | 0     |
| Пари Сен-Жермен   | Итого                   | Итого            | 27   | 0    | 11    | 0     | 2         | 0         | 0         | 0         | 40    | 0     |
| Шальке 04         | Бундеслига              | 2016/2017        | 23   | 0    | 3     | 0     | 11        | 2         | 0         | 0         | 37    | 2     |
| Шальке 04         | Бундеслига              | 2017/2018        | 28   | 0    | 4     | 0     | —         | —         | 0         | 0         | 32    | 0     |
| Шальке 04         | Бундеслига              | 2018/2019        | 21   | 0    | 1     | 0     | 5         | 0         | 0         | 0         | 27    | 0     |
| Шальке 04         | Бундеслига              | 2019/2020        | 9    | 0    | 1     | 0     | —         | —         | 0         | 0         | 10    | 0     |
| Шальке 04         | Бундеслига              | 2020/2021        | 24   | 0    | 3     | 0     | —         | —         | 0         | 0         | 27    | 0     |
| Шальке 04         | Итого                   | Итого            | 105  | 0    | 12    | 0     | 16        | 0         | 0         | 0         | 133   | 0     |
| Адана Демирспор   | Турецкая Суперлига      | 2021/2022        | 32   | 2    | 4     | 0     | —         | —         | 0         | 0         | 36    | 2     |
| Адана Демирспор   | Турецкая Суперлига      | 2022/2023        | 30   | 1    | 1     | 0     | —         | —         | 0         | 0         | 31    | 1     |
| Адана Демирспор   | Турецкая Суперлига      | 2023/2024        | 20   | 1    | 0     | 0     | 6         | 1         | 0         | 0         | 26    | 2     |
| Адана Демирспор   | Итого                   | Итого            | 82   | 4    | 5     | 0     | 6         | 1         | 0         | 0         | 93    | 5     |
| Реймс             | Лига 1                  | 2023/2024        | 7    | 0    | 0     | 0     | —         | —         | 0         | 0         | 7     | 0     |
| Реймс             | Итого                   | Итого            | 7    | 0    | 0     | 0     | 0         | 0         | 0         | 0         | 7     | 0     |
| Мец               | Лига 2                  | 2024/2025        | 11   | 0    | 2     | 0     | 0         | 0         | 0         | 0         | 13    | 0     |
| Мец               | Итого                   | Итого            | 11   | 0    | 2     | 0     | 0         | 0         | 0         | 0         | 13    | 0     |
| Всего за карьеру  | Всего за карьеру        | Всего за карьеру | 356  | 7    | 42    | 1     | 34        | 2         | 0         | 0         | 432   | 10    |

- Статистика выступлений на клубном уровне взята с сайта transfermarkt.com